# Rhynchothorax
Famille
Genre
Rhynchothorax est un genre de pycnogonides, le seul de la famille des Rhynchothoracidae.

## Liste des espèces
Selon PycnoBase :
- Rhynchothorax alcicornis Krapp, 1973
- Rhynchothorax anophtalmus Arnaud, 1972
- Rhynchothorax architectus Child, 1979
- Rhynchothorax arenicolus Stock, 1989
- Rhynchothorax articulatus Stock, 1968
- Rhynchothorax australis Hodgson, 1907
- Rhynchothorax barnardi Child & Hedgpeth, 1971
- Rhynchothorax crenatus Child, 1982
- Rhynchothorax malaccensis Stock, 1968
- Rhynchothorax mediterraneus Costa, 1861
- Rhynchothorax monnioti Arnaud, 1974
- Rhynchothorax oblongus (Pushkin, 1977)
- Rhynchothorax orientalis Child, 1988
- Rhynchothorax percivali Clark, 1976
- Rhynchothorax philopsammum Hedgpeth, 1951
- Rhynchothorax tiahurensis Muller, 1989
- Rhynchothorax unicornis Fage & Stock, 1966
- Rhynchothorax vallatus Child, 1990
- Rhynchothorax voxorinus Stock, 1966

## Référence
- Costa, 1861 : Microdoride mediterranea, o, Descrizione de poco ben conosciuti od affatto ignoti viventi minuti e micoscropici del Meditterraneo. Tomo primo. Con tredici tavole (texte original).
- Thompson, 1909 : Pycnogonida. The Cambridge Natural History, vol. 4, p. 501-542.